# Holes (filme)
(Brasil: O Mistério dos Escavadores / Portugal: Trabalhos Forçados)  é um filme estadunidense de 2003, dirigido por Andrew Davis e estrelado por Sigourney Weaver, Jon Voight e Shia Labeouf.

## Sinopse
Talvez por culpa de uma maldição que atinge os homens de sua família, o jovem Stanley Yelnats IV (Shia Labeouf) é condenado injustamente de ter roubado os tênis de Clyde Livingston (Rick Fox), um famoso atleta que os doara para um orfanato, para serem leiloados. Stanley precisa escolher entre ir para a prisão ou ir para o Acampamento do Lago Verde. Ele escolhe a 2ª opção, mas ao chegar lá vê que não há nenhum lago, pois o "acampamento" fica no deserto. Lá Stanley é forçado a cavar um enorme buraco todos os dias, assim como os outros jovens internos. A razão "oficial" deste esforço é que ajuda a moldar o caráter, mas a verdade é que a diretora Warden (Sigourney Weaver), juntamente com seus assistentes Mr. Sir (Jon Voight) e Dr. Pendanski (Tim Blake Nelson), querem achar o tesouro enterrado pela pistoleira "Kissin' Kate Barlow (Patricia Arquette), que beijava os corpos de quem tinha matado.

## Elenco
- Sigourney Weaver - Warden Louise Walker
- Jon Voight - Marion Sevillo / Sr. Sir
- Patricia Arquette - Kissin' Kate Barlow
- Tim Blake Nelson - Dr. Kiowa "Mom" Pendanski
- Shia LaBeouf - Stanley "Caveman" Yelnats IV
- Dulé Hill - Sam the Onion Man
- Henry Winkler - Stanley Yelnats III
- Nate Davis - Stanley Yelnats Jr.
- Rick Fox - Clyde "Sweet Feet" Livingston
- Scott Plank - Charles "Trout" Walker
- Roma Maffia - Atty. Carla Morengo
- Eartha Kitt - Madame Zeroni
- Siobhan Fallon Hogan - Tiffany Yelnats
- Khleo Thomas - Hector "Zero" Zeroni
- Brenden Jefferson - Rex "X-Ray"
- Jake M. Smith - Alan "Squid"
- Byron Cotton - Theodore "Armpit"
- Miguel Castro - José "Magnet"
- Max Kasch - Ricky "Zigzag"
- Noah Poletiek - Brian "Twitch"
- Zane Holtz - Louis "Barf Bag"
- Steve Koslowski - Lump
- Shelley Malil - the Yelnats' Landlord
- Damien Luvara - Elya Yelnats
- Sanya Mateyas - Myra Menke
- Ravil Isyanov - Morris Menke
- Ken Davitian - Igor Barkov
- Allan Kolman - Stanley Yelnats Sr.
- Louis Sachar - Mr. Collingwood
- Gary Bullock - Prospector